# Cerkiew św. Sergiusza z Radoneża w Colombelles
Cerkiew św. Sergiusza z Radoneża – parafialna cerkiew prawosławna w Colombelles, w jurysdykcji Arcybiskupstwa Zachodnioeuropejskich Parafii Tradycji Rosyjskiej Patriarchatu Moskiewskiego.
Cerkiew została wzniesiona na potrzeby erygowanej w 1925 parafii zrzeszającej prawosławnych pracowników lokalnego przemysłu ciężkiego. Jej budowa została całkowicie sfinansowana i wykonana przez samych parafian. W 1926 jeszcze niedokończoną cerkiew poświęcił metropolita Eulogiusz (Gieorgijewski). Budynek był gotowy w 1930 i został wykonany w stylu staroruskim. 
Cerkiew została poważnie uszkodzona w czasie działań wojennych. W czasie remontu pokryto ją nowym dachem, zamalowując dawne freski na sklepieniu. W 1944 biskup Włodzimierz (Tichonicki) dokonał rekonsekracji świątyni. Kolejny remont przeszła pod koniec XX wieku. 